# Chaynesse Khirouni
Chaynesse Khirouni est une femme politique française, membre du Parti socialiste, née le 17 mars 1968 à Douai. Elle est députée de la première circonscription de Meurthe-et-Moselle entre 2012 et 2017. En 2021, elle succède à Valérie Beausert-Leick à la tête du conseil départemental de Meurthe-et-Moselle.

## Biographie
Fille d'un ouvrier sidérurgiste algérien et d'une mère au foyer, Chaynesse Khirouni passe son enfance en Moselle, à Rombas, puis à Woippy. Venue s'installer à Nancy pour ses études, elle est titulaire d'un DESS d'administration des entreprises et d'un DEA de sciences de gestion.
Dans les années 1990, elle est coordinatrice en actions sociales à Réponse, association de quartier qui œuvre dans la lutte contre l'analphabétisme et l'illettrisme. En 1998, elle crée la délégation régionale Lorraine de l’ADIE, association de microcrédit.
Elle s'engage en politique lors des élections municipales de 2008 à Nancy sur la liste PS.
En mars 2011, Mathieu Klein, vice-président du conseil général de Meurthe-et-Moselle, lui demande d’être sa suppléante pour l’élection cantonale de Nancy-Nord. Ils sont élus avec 61,66 % des suffrages exprimés.
En 2012, elle se présente aux élections législatives de 2012. Elle est élue le 17 juin 2012 députée de la première circonscription de Meurthe-et-Moselle avec 52,23 % des suffrages face au député sortant de centre droit Laurent Hénart.
Elle est alors membre de la commission des affaires sociales. Elle est notamment l’auteure, puis la rapporteure, de la Loi n°2014-788 du 10 juillet 2014 tendant au développement, à l'encadrement des stages et à l'amélioration du statut des stagiaires qui comporte une série de mesures visant à mieux encadrer l’organisation des stages et des périodes de formation en milieu professionnel. Par la suite, elle est la rapporteure de la Commission des affaires sociales pour les Lois de finances 2015 et 2016 - Mission Travail et Emploi.
En 2017, dans le cadre de la  primaire citoyenne de 2017, elle soutient Benoît Hamon.
Après la victoire de Benoît Hamon à la primaire citoyenne de 2017, elle est nommée responsable thématique « Entrée dans la vie active des jeunes » de sa campagne présidentielle,. Après s'être présentée à sa réélection lors des élections législatives de 2017, elle perd son mandat face à Carole Grandjean, candidate du tout nouveau parti En marche soutenant le nouveau président de la République Emmanuel Macron et élue avec 56 % des suffrages exprimés[réf. souhaitée].
Elle est élue pour la première fois conseillère départementale lors des élections départementales de juin 2021 puis présidente du conseil départemental de Meurthe-et-Moselle, le 1er juillet 2021. Seule candidate de la majorité de gauche, elle succède à Valérie Beausert-Leick, battue dans son canton, et recueille 30 voix contre 16 à son adversaire de l'opposition de droite,.

## Mandats

### Mandats locaux
- Conseillère municipale à la mairie de Nancy (2008)
- Conseillère communautaire à la Métropole du Grand Nancy (2008)
- Conseillère départementale de Meurthe-et-Moselle du canton de Nancy-2 (2021)
- Présidente du conseil départemental de Meurthe-et-Moselle (2021)